# 佩特施塔特
佩特施塔特是德国巴伐利亚州的一个市镇。总面积9.88平方公里，总人口1951人，其中男性962人，女性989人（2011年12月31日），人口密度197人/平方公里。